# Cary, Carolina de Nord
Cary (pronunție IPA,  ˈ|k|ɛər|i) este un oraș (în engleză town) și o suburbie a orașului Raleigh, care se găsește în comitatele Wake (majoritatea sa) și Chatham din statul  Carolina de Nord,  Statele Unite ale Americii.
Cary este cea de-a doua cea mai populată municipalitate din comitatul Wake și cea de-a treia municipalitate a zonei cunoscute ca Triunghiul (în engleză, The Triangle) după Raleigh and Durham.  Populația localității fusese de 94.536 la data de 1 aprilie 2000, data oficială a recensământului din anul 2000, dar conform datelor furnizate de United States Census Bureau, populația crescuse la 135.234 de locuitori în anul 2010 (o creștere de 43.1%), făcând ddin Cary cea de-a șapte municipalitate a statului Carolina de Nord.  Conform datelor furnizate de același  U.S. Census Bureau, Cary fusese în deceniul 2000 - 2010 cea de-a cincea cea mai rapid crescătoare municipalitate din Statele Unite între 1 septembrie 2006 și 1 septembrie 2007.
În anul 2003, fosta zonă metropolitană Raleigh-Durham-Chapel Hill (în engleză, metropolitan statistical area sau MSA) a fost re-definită de Oficiul de Buget și Management al Statelor Unite în două alte zone metropolitane, Raleigh-Cary, NC MSA și Durham, NC MSA.
Cunoscuta regiune The Research Triangle (Triunghiul cercetării) cuprinde Combined Statistical Area (CSA) a zonei metropolitane Raleigh-Durham-Cary, acre se află în regiunea Piedmont a statului North Carolina. Conform datelor USBS, la 1 iulie 2009, populația estimată a Triunghiului Raleigh-Durham-Cary fusese de 1.742.816, adică peste 18 % din întreaga populație de 9.535.000 a statului. Zona metropolitană Raleigh-Cary fusese estimată a avea 1.125.827 locuitori, făcând din aceasta cea mai rapid crescătoare zonă metropolitană din Statele Unite.

## Istoric

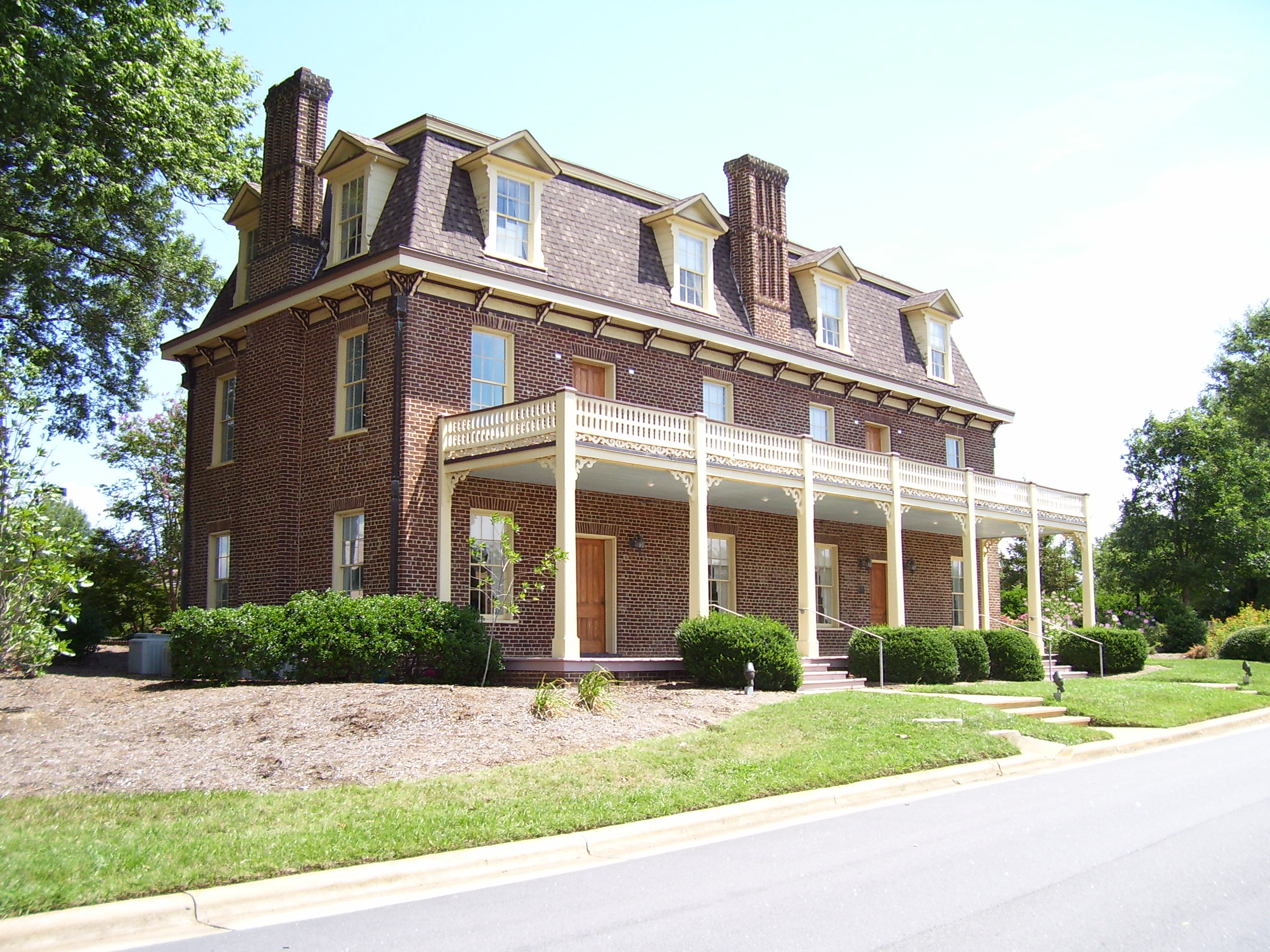
Page-Walker Hotel

## Guvern local

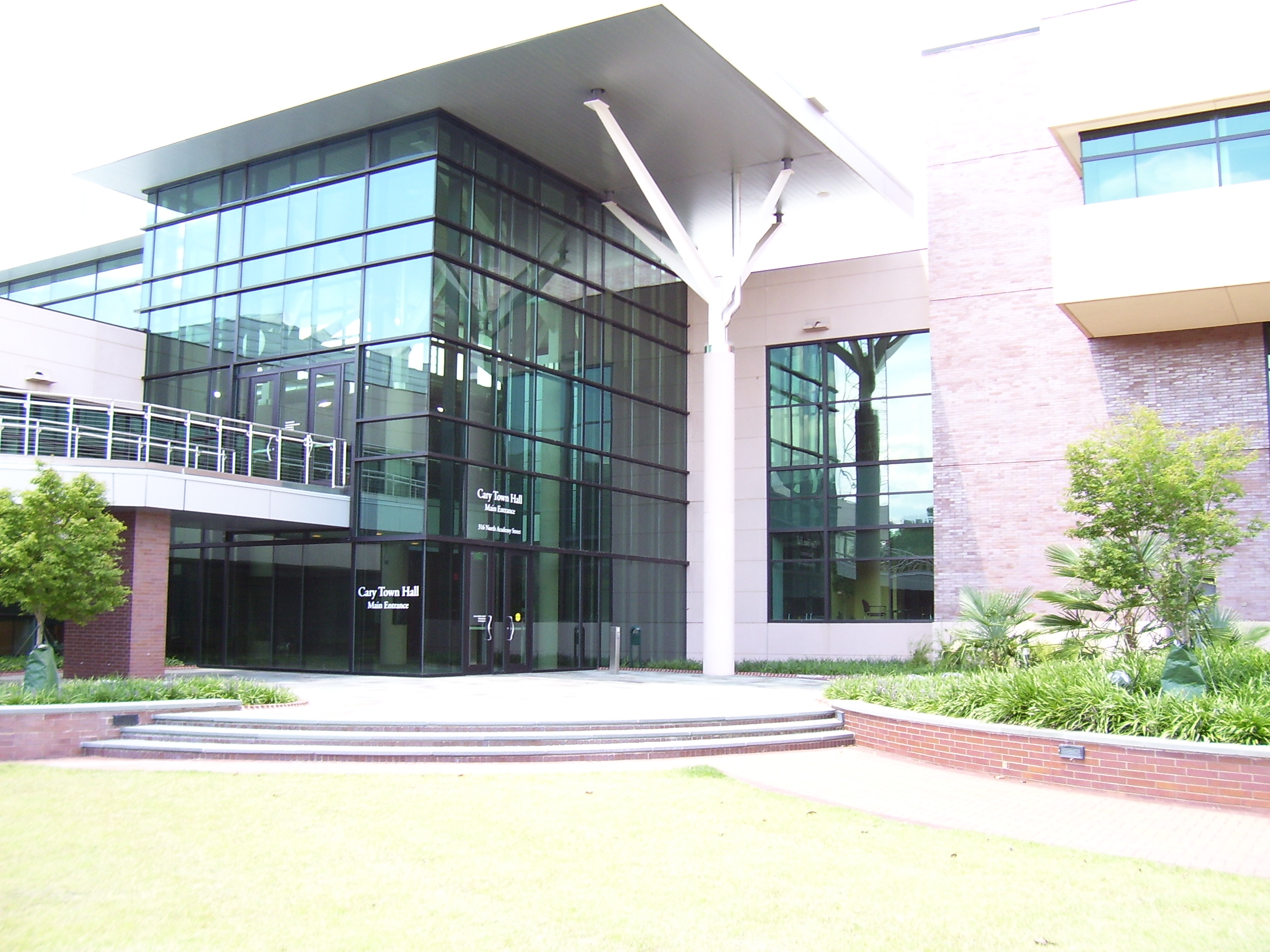
Primăria din Cary

## Economie

### Companii notabile

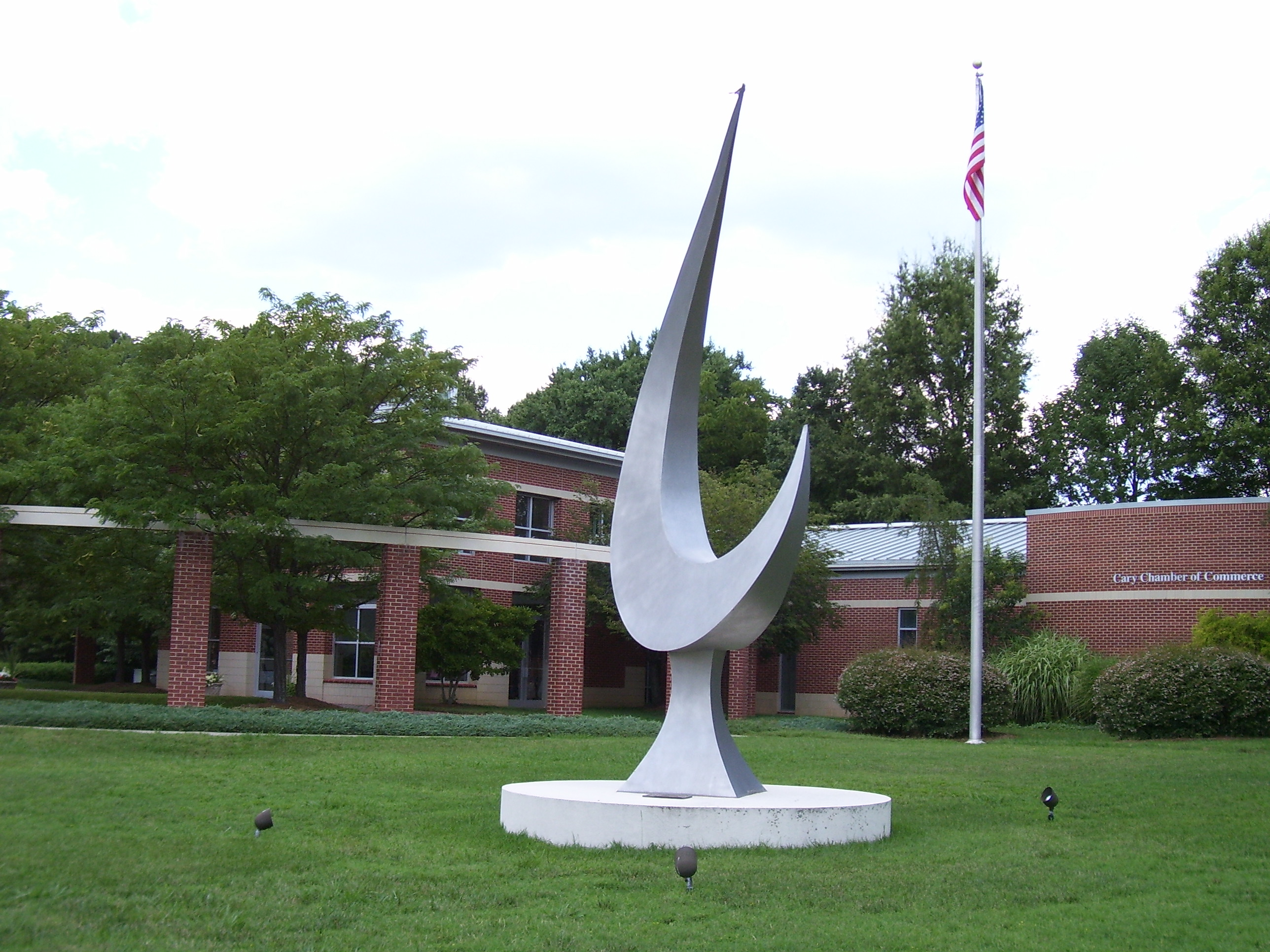
Cary Chamber of Commerce.

- SAS Institute - companie de software privată și cel mai mare angajator al localității Cary
- 3Dsolve - Companie de simulare a realității utilizată în antrenarea personalului militar, recent achiziționată de Lockheed Martin
- Cotton Incorporated

## Educație

### Școli private
- Cary Academy, școală privată secundară și liceu
- Cary Christian School
- Grace Christian School
- Hopewell Academy
- Saint Michael the Archangel Catholic School

### Colegiu universitar
- Wake Technical Community College

## Transporturi

### Drumuri federale, statale și locale
- Interstate 40
- U.S. 1
- US 64
- State Highway 54
- State Highway 55
- State Highway 540
- Cary Parkway
- Kildaire Farm Road
- Walnut Street (which appears on some maps as Cary-Macedonia Road)
- High House Road
- Harrison Avenue
- Maynard Road Loop
- Davis Drive (links to Research Triangle Park)
- Holly Springs Road

## Zona de agrement și recreere

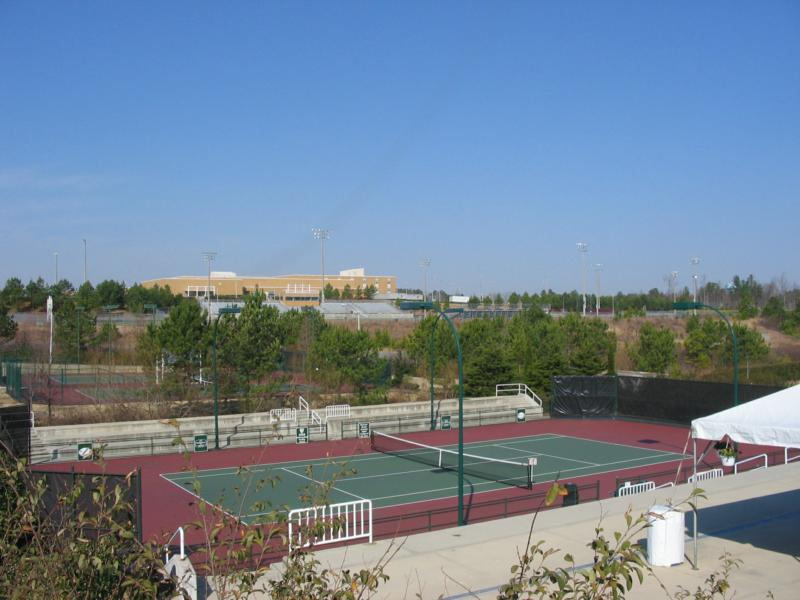
Cary Tennis Park

### Tenis
- Cary Tennis Park

### Golf
- Lochmere Golf Club
- Prestonwood Country Club
- Macgregor Downs Country Club
- SAS Championship

### Orașe înfrățite
- Markham, Ontario, Canada
- County Meath, Irlanda
- Hsinchu City, Taiwan
- Le Touquet, Franța